# Amphioctopus arenicola
Amphioctopus arenicola ist ein mittelgroßer Kopffüßer aus der Gattung der Amphioctopusse. Er lebt im Pazifischen Ozean. Erstmals beschrieben Christine L. Huffard und Eric Hochberg im Jahr 2005 die Art.

## Merkmale
Amphioctopus arenicola erreicht eine Mantellänge von sieben Zentimetern und eine Gesamtlänge von 40 Zentimetern. Er wird bis zu 245 Gramm schwer.
Bei männlichen Amphioctopus arenicola bildet der dritte rechte Tentakel den Hectocotylus. An jedem normalen Arm befinden sich 160 bis 210 Saugnäpfe. Der hectocotyle Arm weist etwa 100 Saugnäpfe auf. Das Paarungsorgan ist klein und 2,5 bis 3,5 % so lang wie der Hectocotylus.
Die Kiemen besitzen neun bis elf Lamellen pro Demibranch.

## Lebensweise

### Verbreitung und Lebensraum
Das Verbreitungsgebiet von Amphioctopus arenicola ist auf die Hawaiianischen Inseln beschränkt. Am häufigsten ist die Art vor der Insel Oʻahu anzutreffen, wo sie in seichten Küstengewässern auf sandigem Substrat in Tiefen zwischen 1 und 80 Metern vorkommt.

### Fortpflanzung
Die Weibchen von Amphioctopus arenicola legen Eier mit einem Durchmesser von zwei bis drei Millimetern. Die Jungtiere haben die Größe von Plankton.